# 한풍루로
한풍루로(Hanpungru-ro)은 대한민국의 전북특별자치도 무주군 무주읍 중심부를 연결하는 도로이다.

## 노선 경로
- 가옥교차로 - 국도 제19호선 (무금로, 무주로)
- 무주1교차로 - 국도 제19호선 (무주로)
- 괴목로와 직결

## 주요 건물 및 시설
- 무주한풍루 - 전라북도 무주군 무주읍 한풍루로 326-5
- 무주공용버스터미널 - 전라북도 무주군 무주읍 한풍루로 351
- 무주경찰서 - 전라북도 무주군 무주읍 한풍루로 408
- 무주선거관리위원회 - 전라북도 무주군 무주읍 한풍루로 408-1